# Die beiden Figaro
Die beiden Figaro (im Original: Les deux Figaro ou le Sujet de comédie) ist der Titel eines fünfaktigen Theaterstückes von Honoré Antoine Richaud-Martelly aus dem Jahr 1789. Es bildet eine eigenständige Fortsetzung zu Beaumarchais’ Theaterstücken „Der Barbier von Sevilla“ und „Figaros Hochzeit“. Es wurde Libretto-Vorlage für verschiedene Vertonungen.

## Handlung
Die Handlung setzt 13 Jahre nach „Figaros Hochzeit“ ein.

### 1. Akt
Graf Almaviva lebt mit seinem Kammerdiener Figaro auf Schloss Aguas Frescas. Beide sind von ihren Ehefrauen, Rosine bzw. Suzanne, getrennt. Figaro will Ines, die Tochter Almavivas mit seinem Jugendfreund Don Torribio Alvar verkuppeln und sich mit diesem die Mitgift teilen.
Ines ist aber in Chérubin verliebt, wovon nur die Gräfin und Suzanne wissen. Ebenfalls auf dem Schloss ist der Theaterschriftsteller Pedro anwesend, der sich von Figaros Berichten über die Vorkommnisse und Pläne auf dem Schloss zu einer neuen Komödie anregen lässt. 

### 2. Akt
Die Gräfin, Ines und Suzanne werden vom Grafen auf das Schloss befohlen und erfahren erst dort von der geplanten Hochzeit. Suzanne ahnt Figaro hinter diesem Plan und versucht das Gelingen zu verhindern, verrät sich jedoch ungewollt. Figaro täuscht nun ebenfalls vor, gegen die geplante Hochzeit zu sein. Inzwischen sucht Chérubin unter dem Decknamen Figaro auf dem Schloss eine Anstellung als Diener, um seinerseits die Hochzeit zu verhindern. Er wird weder vom Grafen noch von Figaro wiedererkannt. 

### 3. Akt
Die Gräfin, Ines und Suzanne haben von Chérubins Plänen erfahren und verbünden sich mit ihm. Figaro versucht die alte Liebe zwischen sich und seiner Frau wieder aufleben zu lassen. Nach einer Unterhaltung mit Pedro glaubt Figaro, dass Chérubin der Liebhaber von Ines ist und lässt dies Suzanne gegenüber durchblicken, kommt jedoch nicht dazu, dem Grafen davon zu berichten. 
Suzanne täuscht eine Affaire mit Chérubin vor, um von der Liebschaft zwischen Chérubin und Ines abzulenken.

### 4. Akt
Almaviva ist zwar von einer Affaire zwischen Chérubin und Suzanne überzeugt, Figaro aber berichtet ihm von seiner eigenen Entdeckung; durch eine List kann sich der Graf selbst davon überzeugen. Er verweist den von ihm noch immer nicht wiedererkannten Cherubin vom Schloss, die Gräfin soll nur noch zur angesetzten Hochzeit bleiben dürfen.

### 5. Akt
Der für die Hochzeit notwendige, aber allen Beteiligten persönlich nicht bekannte Notar erscheint und trifft auf Pedro, der ihn für einen konkurrierenden Autor hält und vom Notar seinerseits für einen konkurrierenden Notar gehalten wird. Der Notar verlässt wütend den Raum. Der hinzugekommene Graf lässt erneut nach dem Notar schicken. Es erscheint aber ein anderer, von Chérubin instruierter Notar, der die Hochzeitspapiere vorbereitet. Chérubin selber erscheint kurz vor der Eheschließung und deckt alle Pläne und Verwicklungen auf. Er und Ines werden getraut, Figaro und Torribio von Almaviva davongejagt.

## Übersetzungen, Bearbeitungen, Vertonungen

### Deutschland
Das Schauspiel Martellys wurde um 1794/1797 von Johann Friedrich Jünger in bearbeiteter Form ins Deutsche übersetzt und 1838 von Georg Friedrich Treitschke zu einem zweiaktigen Libretto umgearbeitet, das die Grundlage zu Conradin Kreutzers Komposition 1839 bildete; die Uraufführung dieser Oper fand 1840 in Braunschweig statt. 

### Italien
Felice Romani arbeitete das Theaterstück Martellys ebenfalls zu einem zweiaktigen Libretto um, das von Pamphile Aimon (Kompositionsjahr u. UA n.bek.), Michele Carafa (UA 1820 und frz. 1827), Dionisio Bogrioldi (UA 1825), Giacomo Panizza (UA 1826), Saverio Mercadante (UA 1835) und Giovanni Speranza (UA 1839) vertont wurde.